# Pequeños estados insulares en desarrollo

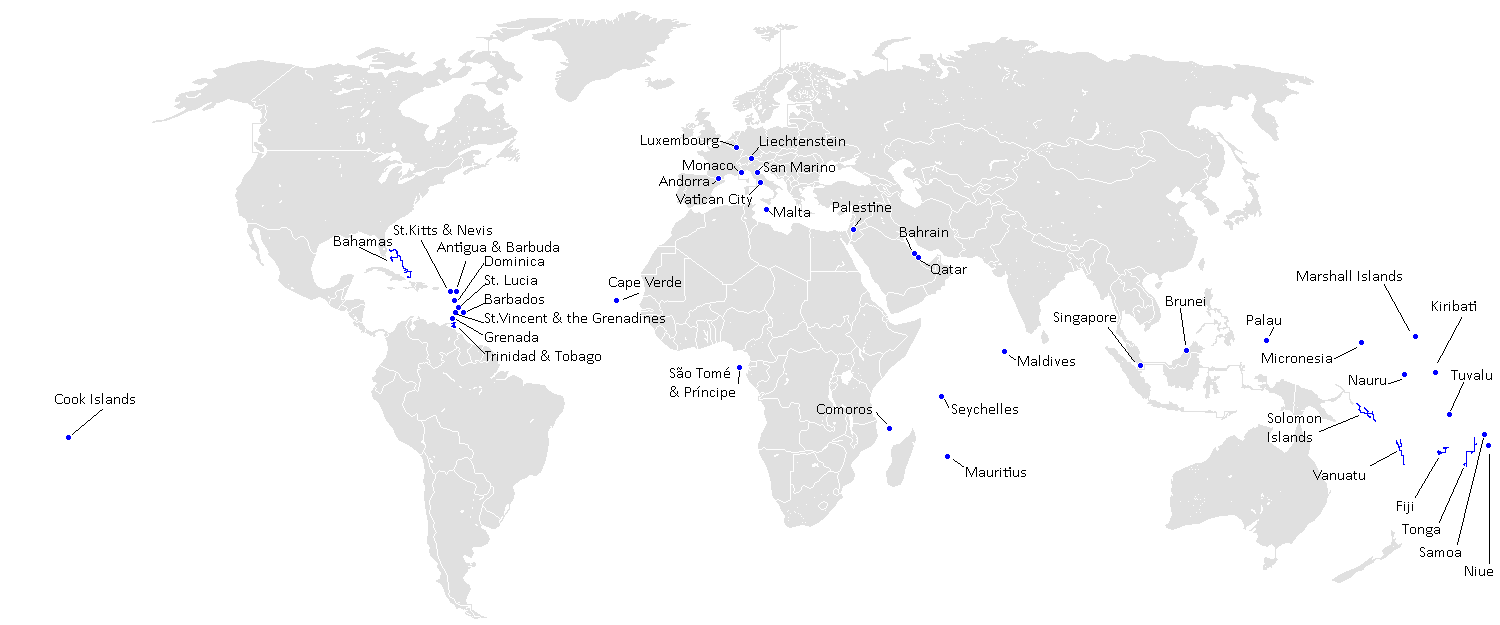
Mapa de los pequeños estados del mundo.

Los Pequeños Estados Insulares en Desarrollo (SIDS por sus siglas en inglés, de Small Island Developing States) son países insulares pequeños que suelen tener las mismas dificultades en lo que se refiere a desarrollo sostenible, incluyendo el mantenimiento de pequeñas pero crecientes poblaciones, recursos limitados, aislamiento, vulnerabilidad a desastres naturales y a adversidades económicas, así como excesiva dependencia del comercio internacional y medios naturales frágiles. Este crecimiento y desarrollo está también sostenido por unos altos costes en comunicación, energía y transporte, volúmenes irregulares de transporte internacional, una desproporcionado gasto público en administración e infraestructura, debido a su pequeño tamaño, y muy pocas o ninguna oportunidad de crear economías de escala.
Los SIDS fueron reconocidos como un grupo distinto de países en desarrollo desde la Cumbre de la Tierra de 1992 por las Naciones Unidas. El Programa de Acción Barbados fue redactado en 1994 para ayudar a estos países en desarrollo.

## Lista de países
En la actualidad, el Departamento de Economía y Asuntos Sociales de las Naciones Unidas ha hecho una lista de 52 pequeños países y estados en desarrollo. Estos están divididos en tres grandes regiones, el Caribe; Pacífico; África-Mediterráneo-Mar de China-Océano Índico. Cada una de estas regiones tiene un órgano de cooperación regional: Comunidad del Caribe, el Foro de las Islas del Pacífico y la Comisión del Océano Índico respectivamente, con muchos miembros SIDS son miembros o miembros asociados. Además, la mayoría (pero no todos) son miembros de la Alianza de pequeños estados insulares, que es el organismo que hace presión dentro de las Naciones Unidas en algunos temas comunes. Algunos temas comunes sería la lucha contra el cambio climático que está afectando a estos países.
| Caribe                                       | Pacífico                         | África, Océano Índico, Mediterráneo y Mar de China (AIMS) |
| Anguila 3, 4, 7                              | Samoa Americana 2, 6, 7          | Baréin 3, 6                                               |
| Antigua y Barbuda                            | Islas Cook 7                     | Cabo Verde 6                                              |
| Aruba 3, 5, 7                                | Micronesia                       | Comoras 1                                                 |
| Bahamas                                      | Fiyi                             | Guinea-Bisáu 1, 6                                         |
| Barbados                                     | Polinesia Francesa 3, 4, 7       | Maldivas 5                                                |
| Belice                                       | Guam 2, 6, 7                     | Mauricio                                                  |
| Islas Vírgenes Británicas 3, 4, 7            | Kiribati 1                       | Santo Tomé y Príncipe 6                                   |
| Cuba 6                                       | Islas Marshall                   | Seychelles                                                |
| Dominica                                     | Nauru                            | Singapur 6                                                |
| República Dominicana 5                       | Nueva Caledonia 3, 4, 7          |                                                           |
| Granada                                      | Niue 7                           |                                                           |
| Guyana                                       | Islas Marianas del Norte 3, 6, 7 |                                                           |
| Haití 1                                      | Palaos                           |                                                           |
| Jamaica                                      | Papúa Nueva Guinea               |                                                           |
| Montserrat 3, 7                              | Samoa                            |                                                           |
| Antillas Neerlandesas 2, 5, 7                | Islas Salomón 1                  |                                                           |
| Puerto Rico 3, 5, 7                          | Timor Oriental 1, 3, 5           |                                                           |
| San Cristóbal y Nieves                       | Tonga                            |                                                           |
| Santa Lucía                                  | Tuvalu 1                         |                                                           |
| San Vicente y las Granadinas                 | Vanuatu                          |                                                           |
| Surinam                                      |                                  |                                                           |
| Trinidad y Tobago                            |                                  |                                                           |
| Islas Vírgenes de los Estados Unidos 2, 6, 7 |                                  |                                                           |

1. También listado como país en desarrollo

2. Observador de la Alianza de Pequeños Estados Insulares

3. No es miembro ni observador de la Alianza de Pequeños Estados Insulares

4. Miembro asociado de algún organismo regional

5. Observador de algún organismo regional

6. No es miembro ni observador de organismo regional

7. No es miembro de las Naciones Unidas

## Fuente y enlaces externos
- About SIDS, United Nations Office of the High Representative for the Least Developed Countries, Landlocked Developing Countries and Small Island Developing States
- List of SIDS, United Nations Division for Sustainable Development
- AOSIS Members, Alliance of Small Island States
- SIDS Network Small Islands Development States Network

- Datos: Q1434887